# Uručča (metropolitana di Minsk)
La stazione di Uručča (Уручча), in russo Uruč'e (Уручье), è una stazione della metropolitana di Minsk, capolinea nord-orientale della linea Maskoŭskaja.